# Carbonia (composto)
La carbonia è un composto chimico covalente e non molecolare, formato da carbonio e ossigeno e avente formula bruta CO2. È una forma allotropica dell'anidride carbonica. Il nome è in analogia con ossidi ceramici come titania, zirconia, scandia, ittria, ceria, vanadia, etc. Consiste in una struttura vetrosa analoga a quella della silice amorfa (vetro di quarzo), dove il carbonio è unito con legami singoli a quattro atomi di ossigeno in un reticolo tridimensionale ed è quindi ibridato sp3.
È stata ottenuta in laboratorio per la prima volta nel 2006 assoggettando il ghiaccio secco contenuto in una cella a incudine di diamante ad altissime pressioni (400.000 - 480.000 atm).
È un materiale ultraduro, paragonabile al diamante, ma che è stabile solo a pressioni elevate.
La carbonia è stata ottenuta da un progetto di collaborazione tra il LENS di Firenze e il SOFT di Roma, nel 2006.
Si può ottenere anche partendo dalla comune anidride carbonica in forma gassosa, compressa a circa 7.105 atmosfere, paragonabile a quella ad una profondità di oltre 1000 km sotto la crosta terrestre. Si porta poi la temperatura a 400 gradi celsius, diminuendo la pressione gradualmente fino a 1.105 atmosfere.

## Caratteristiche fisiche
La carbonia possiede un modulo di compressibilità estremamente elevato, pari a 365 GPa, il più alto noto per i materiali amorfi, pari all'82,4% del valore del cristallo di diamante (443 GPa), il più alto in assoluto. La carbonia, ottenuta secondo il procedimento sopra descritto, non è stabile in condizioni normali, e si riconverte rapidamente in anidride carbonica molecolare.
Si pensa che materiali misti carbonia-silice possano mantenere le caratteristiche della carbonia anche in condizioni standard, aprendo quindi la strada alle applicazioni pratiche.